# Chính phủ lưu vong Tây Tạng
Chính quyền Trung ương Tây Tạng (tiếng Tạng: བཙན་བྱོལ་བོད་གཞུང་; Wylie: btsan-byol bod gzhung, tiếng Anh: Central Tibetan Administration), chính thức là Chính quyền Trung ương Tây Tạng của ngài Đạt-lại Lạt-ma, là một tổ chức đóng ở Ấn Độ một phần thuộc Đạt-lại Lạt-ma thứ 14 và một phần thuộc Thủ tướng Tây Tạng, với mục tiêu "đưa người tị nạn Tây Tạng về quê và phục hồi tự do và hạnh phúc ở Tây Tạng". Được thành lập năm 1959 ở Ấn Độ, nó thường được gọi là chính phủ lưu vong Tây Tạng, nhưng trong khi cơ cấu nội bộ tổ chức này giống như một chính phủ, tổ chức này lại tuyên bố là không được thiết kế để giành quyền lực ở Tây Tạng mà sẽ giải thế ngay khi tự do được khôi phục ở Tây Tạng và chính quyền được lập bởi người Tạng ở bên trong Tây Tạng. Ngoài nhiệm vụ chính trị, chính quyền này còn quản lý một mạng lưới các trường học và một số hoạt động văn hóa cho người Tạng ở Ấn Độ. Ngày 1 tháng 2 năm 1991, chính quyền lưu vong này đã trở thành thành viên sáng lập của Tổ chức Nhân dân và Quốc gia chưa được đại diện (UNPO) trong một cuộc lễ tổ chức ở Cung điện Hòa bình ở Den Haag, Hà Lan.

## Quan điểm về Tây Tạng

Cờ Tây Tạng

Lãnh thổ Tây Tạng hiện nay do Cộng hòa Nhân dân Trung Hoa quản lý. Chính quyền Trung ương Tây Tạng coi tình trạng này là sự chiếm đóng quân sự bất hợp pháp. Quan điểm của Chính quyền Trung ương Tây Tạng là rằng Tây Tạng là một nước riêng biệt có một lịch sử độc lập lâu đời. Tuy nhiên, quan điểm chính thức của Cộng hòa Nhân dân Trung Hoa là rằng chính quyền trung ương Trung Quốc đã quản lý Tây Tạng tiếp tục trong thời gian kéo hơn 700 năm, rằng Tây Tạng không bao giờ là quốc gia độc lập, và rằng sự độc lập của Tây Tạng "không là cái gì ngoài một điều hư cấu của những kẻ đế quốc đã công kích Trung Quốc trong lịch sử cận đại". Chính sách hiện hành của Đạt-lại Lạt-ma là rằng ngài không theo đuổi độc lập đầy đủ cho Tây Tạng nhưng sẽ chấp nhận chế độ tự trị cho Tây Tạng trong Cộng hòa Nhân dân Trung Hoa.

## Thủ tướng Tây Tạng
Ông Lobsang Sangay, một học giả Harvard, hiện là Thủ tướng Tây Tạng lưu vong và hứa chống lại "chủ nghĩa thực dân" Trung Quốc và chống chính sách đồng hóa thô bạo của Bắc Kinh.

## Nội các
Thành viên đáng chú ý trong quá khứ của Nội các gồm có: Gyalo Thondup, anh trai cả của Đức Đạt Lai Lạt Ma, từng là Chủ tịch Nội các và Bộ trưởng Bộ Công an, và Jetsun Pema, em gái của Đức Đạt Lai Lạt Ma, người từng giữ các chức vụ như Bộ trưởng Y tế và Bộ trưởng Giáo dục.
- Lobsang Sangay - Thủ tướng Chính phủ, Kalon Tripa
- Tempa Tsering - đại diện của Đức Đạt Lai Lạt Ma, New Delhi
- Dolma Gyari - Bộ trưởng Bộ Quê Hương (Home)
- Dickyi Choeyang - Bộ trưởng Bộ Thông tin & Quan hệ quốc tế
- Pema Chinnjor - Bộ trưởng Bộ Tôn Giáo Và Văn Hoá
- Ngodup Drongchung - Bộ trưởng Bộ An ninh
- Tsering Dhondup - Bộ trưởng Bộ Tài chính
- Tsering Wangchuk - Bộ trưởng Bộ Y tế